# Kalmus József
Kalmus József énekes.

## Élete
Már gyerekként énekelt. Apja és idősebb bátyja - Expressz, Studió 11 tagjai, profi zenészek voltak. Idősebb bátyja, Pál gyermekei szintén folytattak zenei tanulmányokat.
Autodidakta módon zenélt. Megtanult szaxofonozni és dobon játszani.
1972-ben a Ki mit tud?-on szólistaként indult, a Virginia együttes kísérte Szigeti Edittel. Országos középdöntőig jutott. 
Az 1972-es Táncdalfesztiválon önálló előadóként indult, ahol Bágya András – Szécsi Pál Féltékenység című dalát adta elő. a dal kislemezre is került.
Az M7 együttes egyik alapító tagja volt Kisfaludy Andrással (Kex), Tihanyi Gyulával  és Rusznák Ivánnal együtt.
Az M7 együttessel itthon és külföldön egyaránt turnézott.
1983 őszén megalakult a Nino együttes, "New Romantic" stílusú együttes, melyben már szerzőként is közreműködött. 1987-ben vendéglátó szektorra cserélték a hazai bizonytalan kilátásokat. Rövid idővel később feloszlottak.
1992-ben meghívást kapott Felkai Miklós gitárostól éppen épülő blues-rock együttesébe. Fesztiválokon, rock- és blues-kocsmákban zenéltek. 1997-ig "Felkai Blues Brothers" néven működtek.
Turnézott más zenészekkel, énekesekkel is – többek között – Zalatnay Saroltával.
1997-től – énekesként – a Felkai Jam együttes tagja lett. Több száz koncertet adott már a zenekar, a legkisebb kocsmáktól a legnagyobb helyekig, például a Tabánban, a Petőfi Csarnokban, a Sziget kis- és nagyszínpadán, Efott-on, a Paksi Blues Fesztiválon, különböző motoros és egyéb fesztiválokon.

## További információ
- icecreambluesband.com Archiválva 2018. augusztus 27-i dátummal a Wayback Machine-ben,
- www.zeneszoveg.hu,
- M7 együttes[halott link],
- M7 együttes honlapja,
- https://www.zeneszoveg.hu/dalszoveg/33194/kalmar-pal/eloadok/egyuttes/1024/m7-dalszovegei.html
- kalmus2.html Archiválva 2016. március 5-i dátummal a Wayback Machine-ben,